# Тоређани (Трапани)
Тоређани је насеље у Италији у округу Трапани, региону Сицилија.
Према процени из 2011. у насељу је живело 27 становника. Насеље се налази на надморској висини од 12 м.